# Kimosom Pwatinahk 203
Kimosom Pwatinahk 203 är ett reservat i Kanada.   Det ligger i provinsen Saskatchewan, i den centrala delen av landet, 2 200 km väster om huvudstaden Ottawa.
I omgivningarna runt Kimosom Pwatinahk 203 växer i huvudsak blandskog. Trakten runt Kimosom Pwatinahk 203 är nära nog obefolkad, med mindre än två invånare per kvadratkilometer.